# Grégoire Peters
Grégoire Peters (* 18. Oktober 1961 in Boulogne-Billancourt) ist ein französischer Jazzmusiker (Alt-, Tenor- und Baritonsaxophon, Flöte, Klarinette).
Peters entstammt einer musikalischen Familie; sein Vater war Dirigent, die Mutter Violinistin; Olivier Peters ist sein älterer Bruder. Mit vier Jahren erhielt er den ersten Klavier- und Geigenunterricht und mit 14 entdeckte er John Coltrane und wechselte auf das Saxophon. Ein Jahr später nahm er die Flöte hinzu, um weiter im Schulorchester spielen zu können. Bereits während seines Studiums spielte er ab 1983 im Theater des Westens in Berlin. Es folgten Engagements in der NDR-Bigband und in der RIAS Big Band Berlin. Seit 2001 arbeitet er freischaffend; er ist Mitglied in Andrej Hermlins Swing Dance Orchestra und im Capital Dance Orchester. Gemeinsam mit dem Saxofonisten James Scannell gründete er das Quintett Peters’ Peppers, das sich auf die Musik der 1940er und 1950er Jahre spezialisierte. Als Solist ist er auf Alben mit Till Brönner (Generations of Jazz), Hermlin, der RIAS Big Band, Olivier Peters, Nina Hagen, Mark Murphy oder Dotschy Reinhardt zu hören, hat daneben aber als Studiomusiker an zahlreichen weiteren Tonträgern mitgewirkt.
Von 1989 bis 1991 hatte er einen Lehrauftrag an der Hochschule für Musik und Darstellende Künste Berlin, seit 1992 an der Hochschule für Musik „Hanns Eisler“ Berlin bzw. am Jazz-Institut Berlin.

## Lexikalische Einträge
- Jürgen Wölfer: Jazz in Deutschland. Das Lexikon. Alle Musiker und Plattenfirmen von 1920 bis heute. Hannibal, Höfen 2008, ISBN 978-3-85445-274-4.